# Патрола
Патрола (енгл. patrol)  је састав (група) војника и старешина (односно ратних бродова, авиона) одређена и упућена из матичне јединице за извиђање, осигурање, одржавање везе, регулисање саобраћаја и обављање разних контролних служби у рату и миру. Зависно од задатка за који се организује и истура, патрола може бити борбена, маршевска, извиђачка, за контролу, предстражна, противпожарна, стражарска, а према месту у оквиру матичне јединице - челна, зачелна и бочна. Начин осигурања и контроле одређене територије или просторија патроле назива се патролирање.

## Историја
У војскама старог и средњег века, патроле су биле мање јединице упућене ради извиђања и осигурања (нарочито на маршу и при одмарању) испред главнине војске, а углавном су се састојале од коњице. Римске патроле (лат. speculatores) организоване су на маршу и у логорима, а Цезар је истурао коњичке патроле под командом одабраних старешина на око 50 км испред претходнице. Српска и турска војска средњег века редовно су употребљавале за извиђање коњичке патроле, јачине 10-40 коњаника. У току наступања преко Овчег поља ка Косову пољу јуна 1389, Турци су из Кратова упутили ка Скопљу извиђачку патролу од 40 коњаника, која је прибавила значајне податке, а истовремено су и Срби слали извиђачке патроле ка Скопљу. Коњичке патроле за извиђање коришћене су све до краја Првог светског рата без значајнијих промена.
У Другом светском рату, патроле су коришћене за борбено осигурање, извиђање и контролу територије, али су често преузимале и извршење борбених задатака. Совјетске пешадијске дивизије истурале су моторизоване извиђачке патроле, јачине од десетине до вода, на 10 км испред главнине, а пешадијске на 1-2 км.  Извиђачки батаљони немачких оклопних дивизија истурали су 2-5 извиђачких патрола на оклопним аутомобилима, а у Африци су масовно користили и тзв. ловачке патроле за дејства у непријатељевој позадини, оклопно-извиђачке патроле, јачине до тенковског вода, и механизоване пешадијске извиђачке патроле на оклопним транспортерима, јачине од десетине до вода.
НОВЈ је, поред извиђачких, користила и тзв. летеће патроле, јачине до 20 бораца, које су брзим и изненадним дејством на различитим местима наносиле губитке непријатељу.